# Wilfred Nichol
Wilfred Nichol   (Newcastle upon Tyne, 29 de maig de 1901 - Wakefield, 8 de febrer de 1955) va ser un atleta anglès, especialista en curses de velocitat, que va competir durant la dècada de 1920.
El 1924 va prendre part en els Jocs Olímpics de París, on va disputar tres proves del programa d'atletisme. Va guanyar la medalla de plata en els 4x100 metres relleus, formant equip amb Harold Abrahams, Walter Rangeley i Lancelot Royle. En aquests mateixos Jocs quedà eliminat en sèries dels 100 i 200 metres.

## Millors marques
- 100 metres llisos. 11.0" (1923/24)
- 200 metres llisos. 21.9" (1923)
- 4x100 metres llisos. 41.2" (1924) Rècord d'Europa[1][2]